# Без каяття (фільм)
Без жалю або Без каяття (англ. Without Remorsed) — американський бойовик-трилер 2021 року режисера Стефано Солліма і сценариста Тейлора Шерідана. Він оснований на однойменному романі 1993 року Тома Кленсі. Вихід в США відбуся 30 квітня 2021 року.

## Сюжет
Джон Кларк, американський морський котик, що йде на помсту за вбивство своєї дружини росіянами, лише щоб опинитися в більшій змові.

## У ролях
- Майкл Б. Джордан як Джон Кларк
- Джеймі Белл як Роберт Ріттер
- Джоді Тернер-Сміт у ролі Карен Грір
- Люк Мітчелл як Роуді
- Якоб Сципіон як Хатчет
- Кем Жиґанде як Кіт Вебб
- Джейкоб Скіпіо як Хатчет
- Джек Кезі як Грім
- Тодд Ласанс як Даллас
- Бретт Гельман як Віктор Риков
- Гай Пірс як Клей
- Колман Домінго як пастор Вест

## Виробництво
Savoy Pictures одразу викупив права на фільмування Без жалю незабаром після виходу роману, за 2,5 мільйони доларів. Спочатку Кіану Ривзу запропонували зіграти роль Кларка за 7 мільйонів доларів, але він відмовився. Журнал Variety повідомляв, що Лоренс Фішберн та Гері Сінісе пізніше приєдналися до екранізації; проте виробництво було припинено через проблеми зі сценаріями та фінансові проблеми з виробничою компанією. Цей фільм потрапив у «пекло розробки» протягом багатьох років, поки Крістофер МакКуаррі не підписав угоду з Paramount Pictures, щоб зрежисерувати екранізацію в 2012 році. Тома Гарді було обрано Парамаунт, щоб зіграти Кларка, а Кевін Костнер планував відтворити свою роль наставника Вільяма Харпера з іншого фільму, заснованого на Клансі: Джек Райан: Рекрут у тіні (2014), але ця версія, була скасована.
У 2017 році було оголошено, що Аківа Голдсман підписався з тією ж студією, щоб зняти ще одну екранізацію фільму в головній ролі Кларка, Rainbow Six. 20 вересня 2018 року Майклу Б. Джордану було оголошено, що він буде грати героя у серіалі з двох частин, який буде складений з Без каяття та Rainbow Six та з Голдсманом, Джорданом, Джошем Аппельбаумом та Андре Немеком в ролі продюсерів. У грудні 2018 року режисером фільму було прийнято на роботу Стефано Солліма . 9 січня 2019 року Variety оголосив, що Тейлор Шерідан перепише сценарій.
Знімання фільму розпочали у Берліні у жовтні 2019 року. Деяке знімання заплановано розпочати 19 грудня поблизу кола Дюпон у Вашингтоні, округ Колумбія

## Реліз
Спочатку фільм повинен був вийти на Paramount Pictures 18 вересня 2020 року, але був відкладений через пандемію коронавірусу на 26 лютого 2021 року, згодом на 30 квітня 2021 року.